# Adrias (L67)
Adrias (L67) (tiếng Hy Lạp: ΒΠ Αδρίας) là một tàu khu trục hộ tống lớp Hunt Kiểu II của Hải quân Hoàng gia Hy Lạp. Nó nguyên được Hải quân Hoàng gia Anh chế tạo như là chiếc HMS Border và hạ thủy năm 1942, nhưng được chuyển cho Hy Lạp trước khi hoàn tất, rồi nhập biên chế như là chiếc Adrias vào ngày 5 tháng 8, 1942. Nó đã hoạt động trong Chiến tranh Thế giới thứ hai tại Mặt trận Địa Trung Hải, cho đến khi bị phá hủy hoàn toàn phần mũi tàu do trúng thủy lôi gần đảo Kalymnos vào ngày 22 tháng 10, 1943. Con tàu đã tự nỗ lực sửa chữa và lẩn tránh trong vùng biển trung lập để cố lếch về được Ai Cập một tháng rưỡi sau đó. Do bị hư hại quá mức có thể sửa chữa hiệu quả, con tàu được trả cho Anh và được tháo dỡ năm 1945.

## Thiết kế và chế tạo
Border được đặt hàng vào ngày 28 tháng 7, 1940 cho hãng Swan Hunter tại Tyne and Wear trong Chương trình Khẩn cấp Chiến tranh 1940 và được đặt lườn vào ngày 1 tháng 5, 1941. Tên nó được đặt theo rừng săn cáo Border Hunt tại biên giới giữa Anh và Scotland, và là chiếc tàu chiến duy nhất của Hải quân Anh được đặt cái tên này. Nó được hạ thủy vào ngày 3 tháng 2, 1942; nhưng được chuyển cho chính phủ Hy Lạp lưu vong vào ngày 20 tháng 7, 1942 nhằm bù đắp tổn thất lớn về tàu chiến khi bị Đức xâm chiếm. Nó nhập biên chế cùng Hải quân Hoàng gia Hy Lạp vào ngày 5 tháng 8, 1942 như là chiếc Adrias, tên được đặt theo thị trấn Adria vùng cửa sông Po của Ý, vốn là nguồn gốc đặt tên cho biển Adriatic.

## Lịch sử hoạt động

### 1942 – 1943
Ngay sau khi hoàn tất việc huấn luyện vào ngày 26 tháng 8, 1942, đang khi di chuyển trong hoàn cảnh thời tiết sương mù dày đặc và chỉ với một động cơ bên mạn trái, Adrias bị mắc cạn gần Scapa Flow, và phải mất bốn tháng để sửa chữa. Sau khi hoàn tất vào tháng 1, 1943, nó lên đường đi sang khu vực Địa Trung Hải để hoạt động hộ tống vận tải.
Đang trên đường đi tại Đại Tây Dương vào ngày 27 tháng 1, 1943, ở vị trí cách 360 nmi (670 km) về phía Tây Bắc mũi Finisterre, Tây Ban Nha, Adrias được tin là đã đánh chìm tàu ngầm U-boat Đức U-553; chiến công này chỉ được phía Đức xác nhận sau chiến tranh. Cũng trong một hoạt động tương tự vào ngày 13 tháng 2, nó có thể đã đánh chìm hay làm hư hại nặng tàu ngầm U-boat Đức U-623; chiếc tàu ngầm báo cáo về bộ chỉ huy lần cuối cùng vào ngày 9 tháng 2 trước khi mất tích.
Sau hành trình vòng qua mũi Hảo Vọng và đi ngang qua Ấn Độ Dương, Aden, Hồng Hải và kênh đào Suez, Adrias gia nhập Chi hạm đội Khu trục 22 trực thuộc Hạm đội Địa Trung Hải tại Alexandria, Ai Cập vào tháng 3, và được bố trí nhiệm vụ hộ tống vận tải, tuần tra và hỗ trợ các chiến dịch trên bộ tại Bắc Phi. Nó cùng chi hạm đội được điều đến Algiers vào tháng 4, và sang tháng 5 đã tham gia Chiến dịch Retribution nhằm phong tỏa khu vực Cape Bon, Tunisia, ngăn chặn tàu bè triệt thoái lực lượng Phe Trục rút lui khỏi Bắc Phi.
Adrias sau đó cùng chi hạm đội, bao gồm các tàu khu trục Hy Lạp Kanaris (L53) và Miaoulis (L91), tham gia Chiến dịch Husky, cuộc đổ bộ của lực lượng Đồng Minh lên Sicily, Ý. Vào ngày 20 tháng 7, nó phối hợp cùng tàu khu trục hộ tống Anh Quantock (L58) đối đầu với ba tàu phóng lôi E-boat Đức trong một trận chiến đêm, và đã đánh chìm hai tàu đối phương. Sang ngày 20 tháng 9, sau khi Ý đạt được thỏa thuận ngừng bắn với Đồng Minh, nó đại diện cho lực lượng Hy Lạp trong thành phần bốn tàu chiến Đồng Minh tiếp nhận sự đầu hàng của một bộ phận Hải quân Hoàng gia Ý ngoài khơi cảng Taranto, và hộ tống chúng đi đến Malta.
Sang tháng 10, Adrias tham gia Chiến dịch Dodecanese, một hoạt động nhằm ngăn chặn quân Đức tái chiếm các đảo thuộc quần đảo Dodecanese vốn do lực lượng Ý chiếm đóng trước đây. Vào ngày 21 tháng 10, nó cùng các tàu khu trục Jervis (F00), Pathfinder (G10) và Hurworth (L28) được phái đi vận chuyển tiếp liệu đến đảo Leros, rồi ẩn náu qua đêm trong vịnh Kos trước khi tiếp tục cùng Hurworth truy lùng xà lan đối phương tại các cảng Lathi và Arki mà không có kết quả.
Sáng ngày 22 tháng 10, đang khi cùng Hurworth tiếp tục truy lùng phía Nam Leros, Adrias đi nhằm vào một bãi mìn vừa mới rải về phía Đông đảo Kalymnos. Nó trúng phải một quả thủy lôi khiến phía mũi tàu bị xé toạc cho đến tháp pháo phía trước. Cho dù hệ thống động lực không bị hư hại, các thiết bị dẫn đường và nhiều thành phần khác không thể hoạt động khiến con tàu hầu như bất lực; Adrias chịu tổn thất 21 người thiệt mạng và 30 người khác bị thương. Đang khi tiếp cận để trợ giúp cho Adrias, bản thân Hurworth cũng va phải một quả mìn và đắm chỉ sau 15 phút, khiến 143 thành viên thủy thủ đoàn tử trận cùng con tàu. Bất chấp những hư hại của chính mình, Adrias đã cứu vớt những người sống sót từ con tàu bạn, bao gồm Hạm trưởng của Hurworth, và cố lếch đến bờ biển Gümüşlük gần cảng Bodrum thuộc lãnh thổ Thổ Nhĩ Kỳ trung lập vào ngày hôm sau.
Sau khi được sửa chữa tạm thời, và bất chấp bị mất mũi tàu, Adrias lên đường vào ngày 1 tháng 12 để quay trở về Alexandria. Nó phải thực hiện phần lớn quãng đường 730 hải lý (1.350 km) vào ban đêm, khi trong đó 300 hải lý (560 km) bị đe dọa vì nằm trong tầm hoạt động của máy bay ném bom Đức Junkers Ju 88 đặt căn cứ tại Hy Lạp. Nó đến được Alexandria vào ngày 6 tháng 12, nơi được chào đón nhiệt liệt bởi các tàu chiến Anh và Đồng Minh khác trong cảng. Tuy nhiên, nó không được sửa chữa triệt để và bị bỏ không tại Alexandria.

### 1944

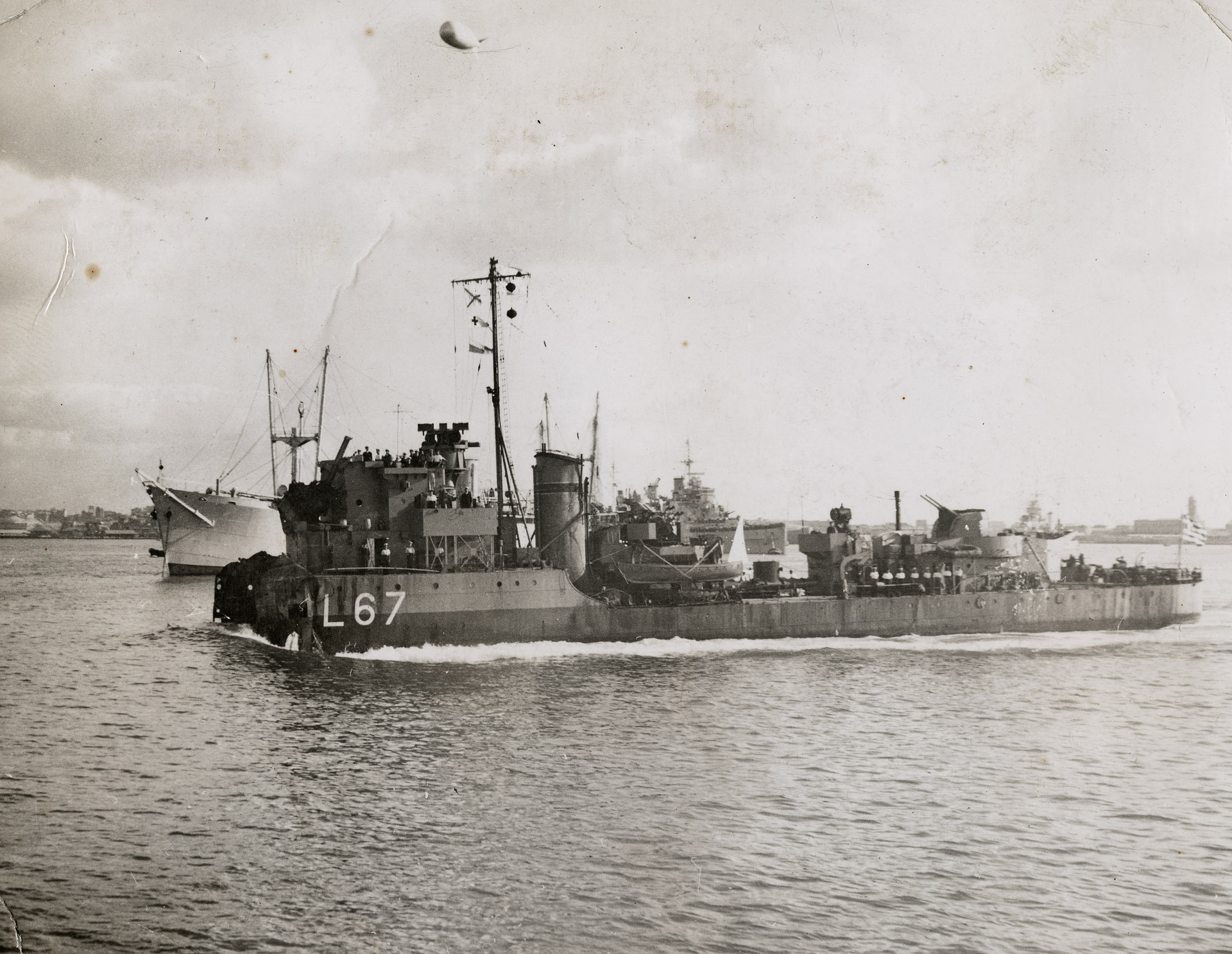
Adrias bị mất mũi tàu đang tiến vào cảng Alexandria, 6 tháng 12, 1943

Adrias tiếp tục bị bỏ không tại Alexandria cho đến khi Hy Lạp được giải phóng. Với mũi tàu được sửa chữa tạm thời, nó được hoàn trả cho Anh vào tháng 12, 1944, bị bỏ không tại Newcastle và được xem như một tổn thất toàn bộ. Quay trở lại tên cũ Border, con tàu được đưa vào danh sách loại bỏ vào ngày 10 tháng 10, 1945 và được bán cho hãng Messrs King & Co ở Gateshead. Con tàu bắt đầu được tháo dỡ từ ngày 20 tháng 11 năm đó.